# Deutsches Haus
Deutsches Haus eller Det tyske Hus er en kongresbygning i Flensborg, Tyskland, med plads til 1.500 deltagere. 
Bygningen blev indviet i 1930 som Tysklands tak til flensborgernes trofasthed over for det tyske ved folkeafstemningen i 1920. 
Det tyske hus byder på koncerter af både Slesvig-Holstensk og Sønderjyllands Symfoniorkester. 